# Johann Georg Trautmann (Maler)

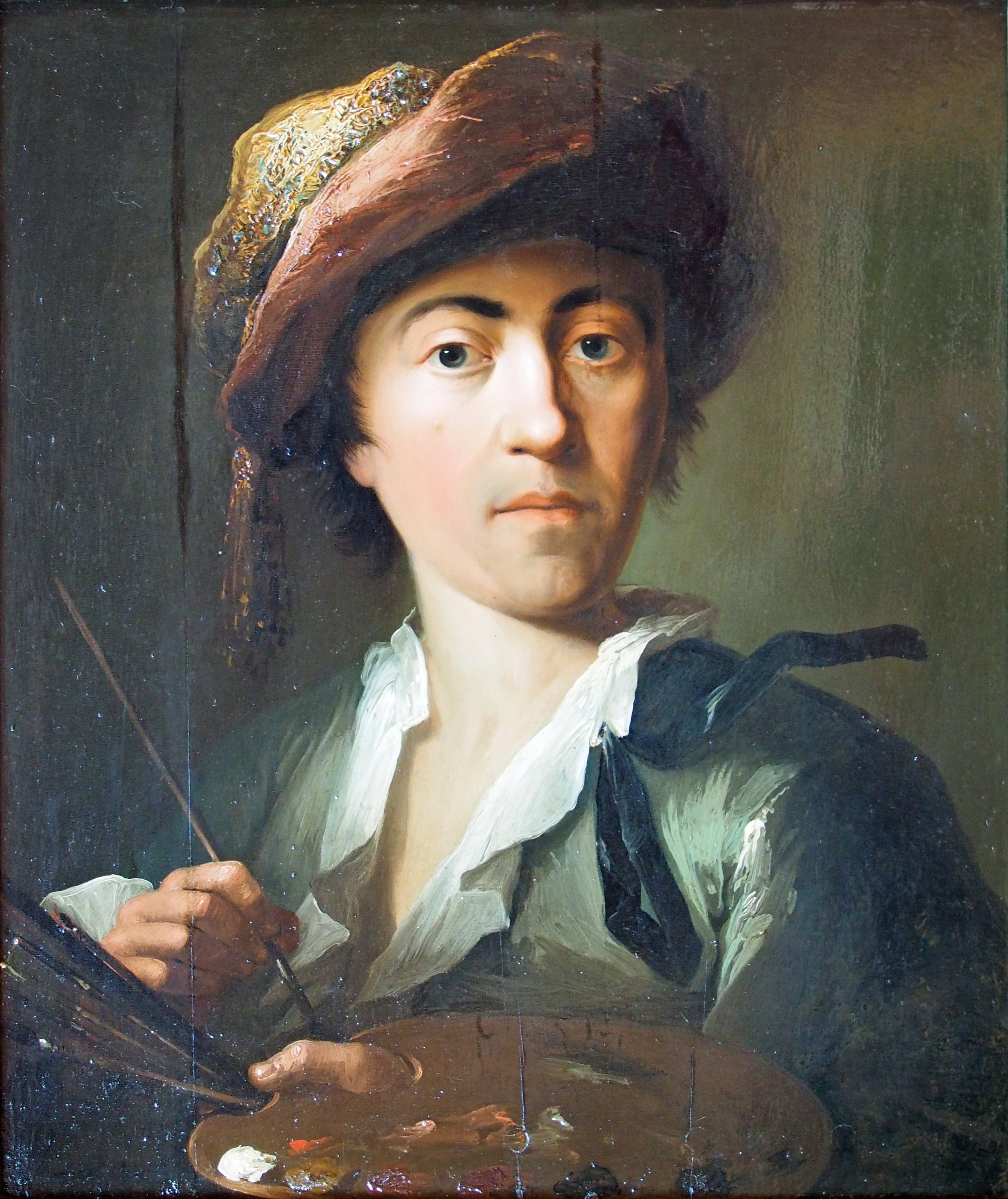
Johann Georg Trautmann, Selbstbildnis (1752)

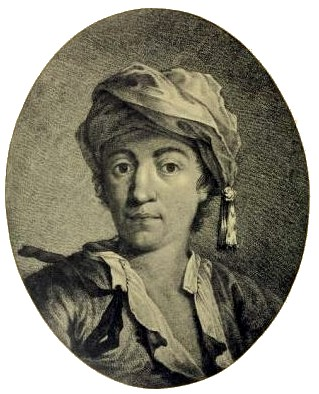
Johann Georg Trautmann, Selbstbildnis

Johann Georg Trautmann (* 23. Oktober 1713 in Zweibrücken; † 9. Februar 1769 in Frankfurt am Main) war ein deutscher Maler und Grafiker.

## Leben
Johann Georg Trautmann als Sohn eines Sattlers geboren. Über seine Lehrzeit bei dem herzoglichen Hofmaler Ferdinand Bellon (nachweisbar seit 1726, verstorben 1749) ist wenig bekannt. Da Bellon offenbar vorrangig Dekorationsarbeiten zu verschiedenen Bauprojekten des Hofes ausführte, dürfte Trautmann eine in erster Linie handwerklich orientierte Ausbildung erhalten haben, die wohl um 1729 bis 1732 anzusetzen ist.
Nach Frankfurt am Main kam Trautmann als Geselle, um in die Werkstatt des Fassadenmalers Hugo Schlegel (1679–1737), später dann des Tapetenmalers Gabriel Kiesewetter (1711–1753) einzutreten. Im Juli 1740 erhielt Trautmann das Frankfurter Bürgerrecht, einen Monat später heiratete er Magdalena Ursula Kiesewetter, die Tochter seines Meisters. Das Ehepaar hatte acht Kinder, von denen lediglich zwei die ersten Jahre überlebten. Sein Sohn Johann Peter Trautmann (1745–1792) war später ebenfalls als – nur mäßig begabter und erfolgreicher – Maler und Kunsthändler tätig. Johann Georg Trautmann verstarb am 9. Februar 1769 in Frankfurt am Main. Das bei dieser Gelegenheit aufgenommene Nachlaßinventar zeichnet das Bild eines in bescheidenem Wohlstand lebenden Stadtbürgers. Eigener Kunstbesitz spielt hierbei eine ausgesprochen marginale Rolle.
Zu welchem Zeitpunkt Trautmann eine selbständige Malerwerkstatt gründete, ist nicht zu belegen. In den Jahren bis 1756 wird sein Beruf in Quellen mit „Kunstmaler“, aber auch mit „Tapetenmaler“ angegeben. Sein frühestes bekanntes Gemälde, eine verschollene Kreuzigungsszene, datierte 1751. Somit ist von einer Schaffenszeit von etwa zwei Jahrzehnten auszugehen. Überliefert sind rund 200 eigenhändige Gemälde, hinzu kommen etwa 160 nur aus Quellen bekannte Arbeiten sowie 35 Zeichnungen und drei druckgraphische Blätter. Trautmanns Schaffen zeigt sich ausgesprochen vielgestaltig. Es umfasst religiöse Historienstücken nach Themen des Alten und Neuen Testaments, ferner Charakter- und Studienköpfe in der Art niederländischer „tronies“, einige wenige Porträts sowie zahlreiche Genreszenen verschiedener Art. Als Besonderheit sind Trautmanns nächtliche Feuersbrünste und Zigeuner- oder Räuberstücke mit Lagerfeuern hervorzuheben, in denen der Maler besonders eindrucksvolle Lichteffekte entwickelt. Ebenso vielfältig wie seine Themen ist auch Trautmanns Stil: so finden sich verschiedene Einflussmomente der holländischen und flämischen Kunst, aber auch der deutschen Malerei des 17. Jahrhunderts, bisweilen sogar der in Frankenthal um 1600 ansässigen flämischen Landschaftsmaler.

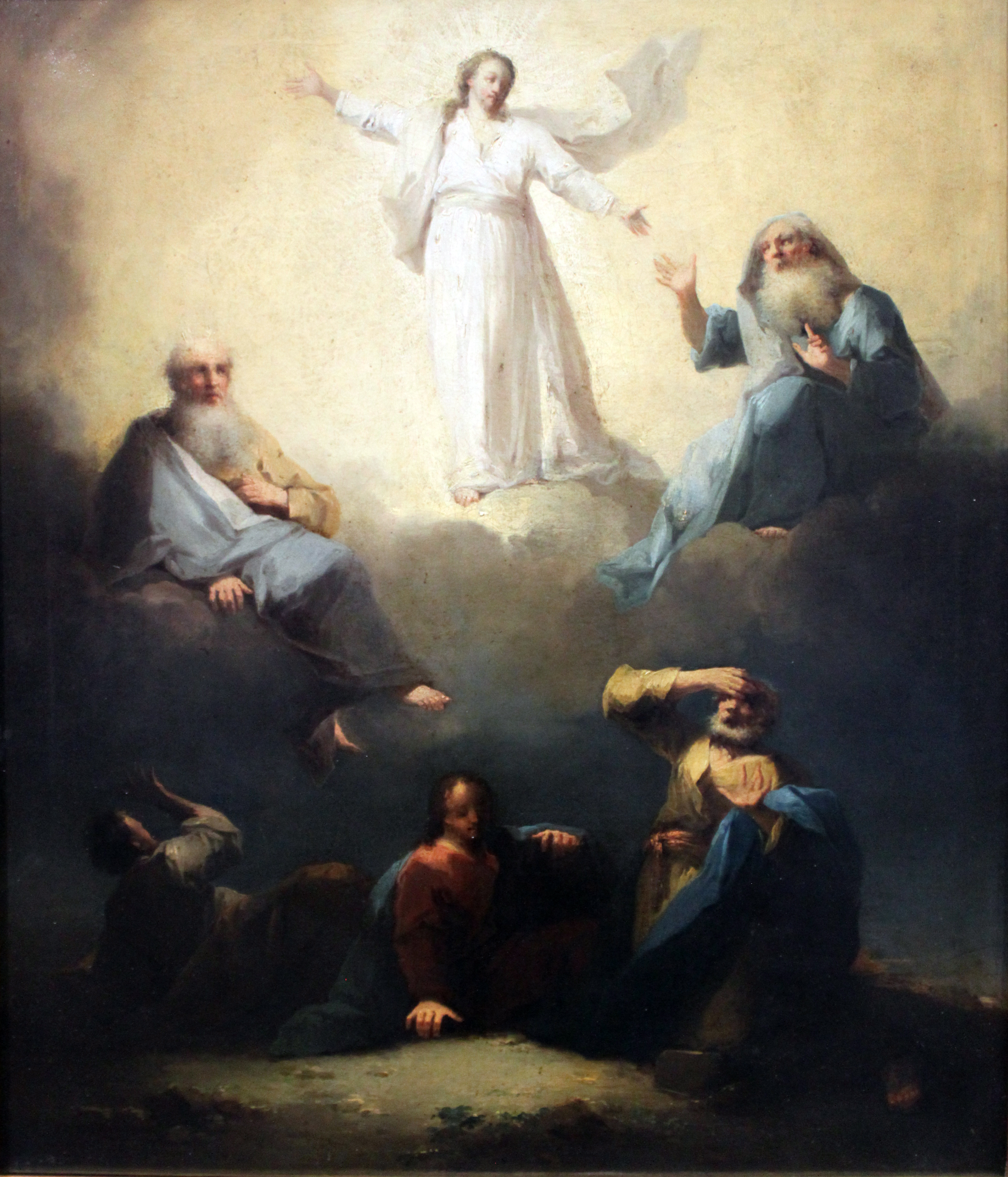
Verklärung Christi, 1760, Städelsches Kunstinstitut
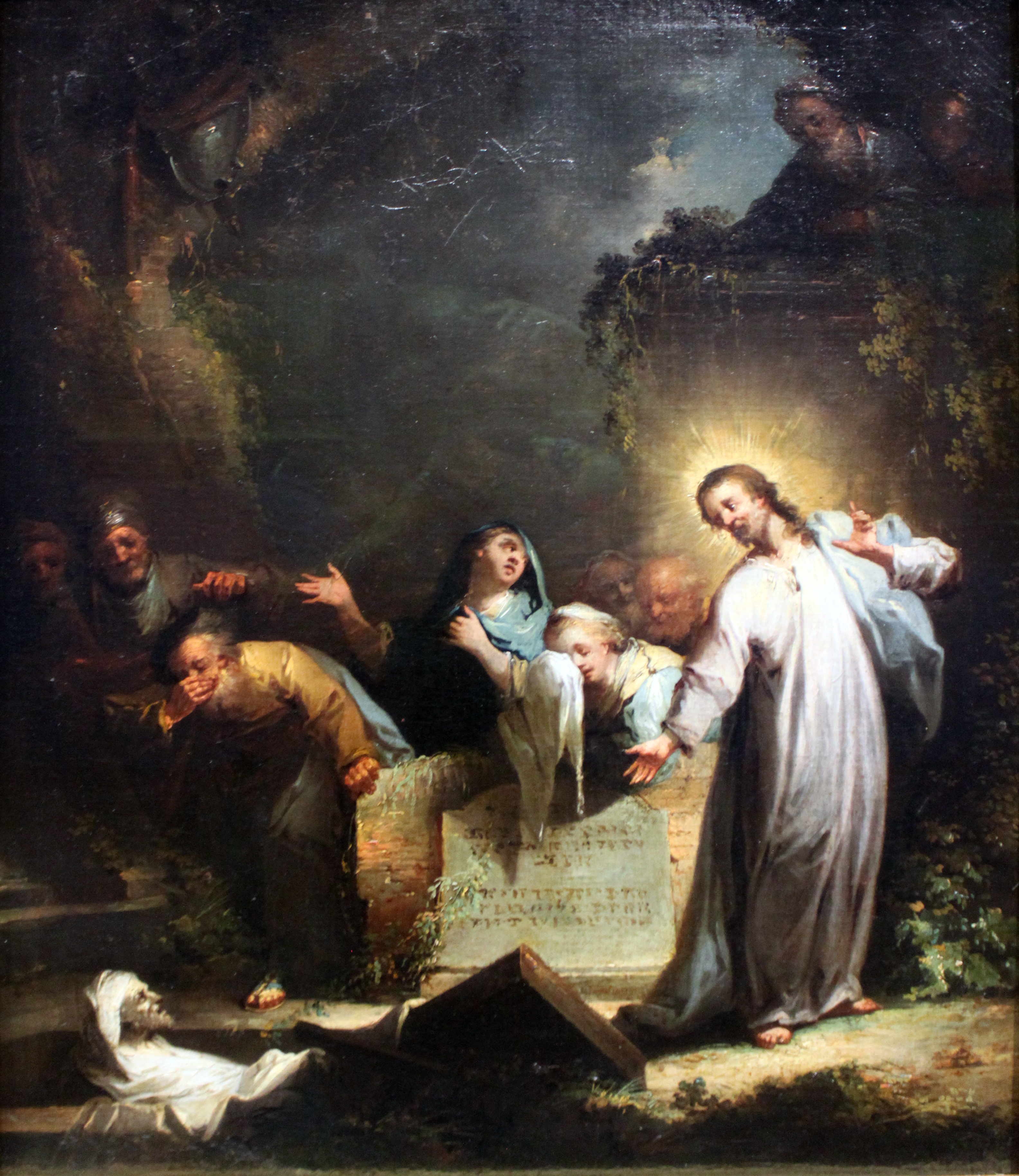
Auferweckung des Lazarus, 1760, Städelsches Kunstinstitut
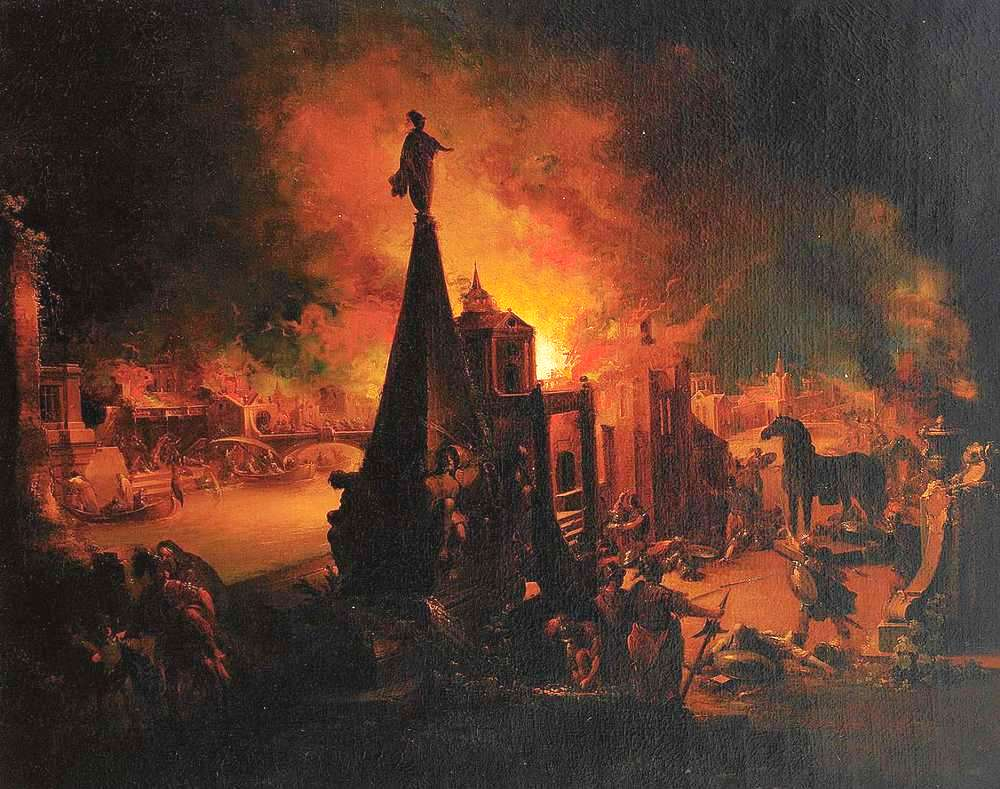
Blick auf das brennende Troja
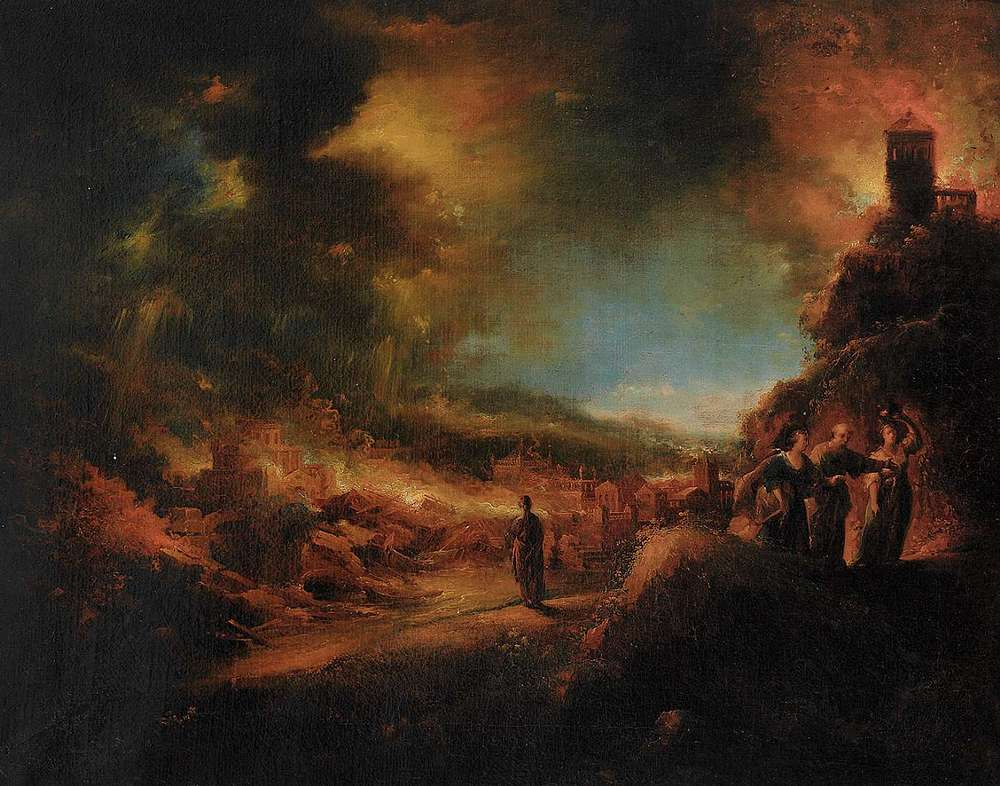
Lot flieht mit seinen Töchtern aus dem brennenden Sodom
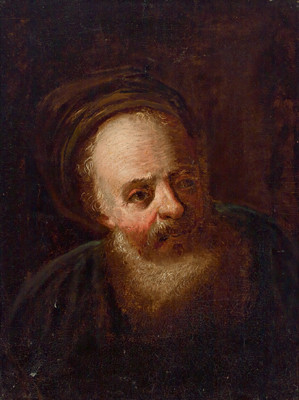
Ein bärtiger Mann in orientalischer Gewandung